# Communauté de communes Bastides et Vallons du Gers
La communauté de communes Bastides et Vallons du Gers est une communauté de communes française, située dans le département du Gers.

## Composition
La communauté de communes est composée des 30 communes suivantes :

| Nom                 | Code Insee | Gentilé            | Superficie (km2) | Population (dernière pop. légale) | Densité (hab./km2) |
| ------------------- | ---------- | ------------------ | ---------------- | --------------------------------- | ------------------ |
| Marciac (siège)     | 32233      | Marciacais         | 20,6             | 1 209 (2022)                      | 59                 |
| Armentieux          | 32008      | Armentieusois      | 4,83             | 71 (2022)                         | 15                 |
| Beaumarchés         | 32036      | Beaumarchésiens    | 32,47            | 679 (2022)                        | 21                 |
| Blousson-Sérian     | 32058      | Blousson-Sérianais | 5,27             | 34 (2022)                         | 6,5                |
| Cazaux-Villecomtal  | 32099      |                    | 4,13             | 72 (2022)                         | 17                 |
| Couloumé-Mondebat   | 32109      |                    | 22,85            | 203 (2022)                        | 8,9                |
| Courties            | 32111      | Courtisans         | 6,02             | 46 (2022)                         | 7,6                |
| Galiax              | 32136      |                    | 6,05             | 184 (2022)                        | 30                 |
| Izotges             | 32161      | Izotgeois          | 2,94             | 86 (2022)                         | 29                 |
| Jû-Belloc           | 32163      | Jû-Bellocois       | 10,01            | 283 (2022)                        | 28                 |
| Juillac             | 32164      |                    | 7,49             | 116 (2022)                        | 15                 |
| Ladevèze-Rivière    | 32174      | Ladevéziens        | 13,54            | 220 (2022)                        | 16                 |
| Ladevèze-Ville      | 32175      | Ladevéziens        | 9,09             | 214 (2022)                        | 24                 |
| Lasserrade          | 32199      | Lasserradais       | 12,76            | 180 (2022)                        | 14                 |
| Laveraët            | 32205      | Laveraëtois        | 11,86            | 102 (2022)                        | 8,6                |
| Monlezun            | 32273      | Monlezanais        | 17,35            | 162 (2022)                        | 9,3                |
| Monpardiac          | 32275      | Monpardiacais      | 3,5              | 38 (2022)                         | 11                 |
| Pallanne            | 32303      | Pallannais         | 5,18             | 62 (2022)                         | 12                 |
| Plaisance           | 32319      | Plaisantins        | 13,71            | 1 426 (2022)                      | 104                |
| Préchac-sur-Adour   | 32330      | Préchacais         | 4,37             | 195 (2022)                        | 45                 |
| Ricourt             | 32342      | Ricourtois         | 7,87             | 47 (2022)                         | 6                  |
| Saint-Aunix-Lengros | 32362      | Saint-Aunixois     | 5,36             | 148 (2022)                        | 28                 |
| Saint-Justin        | 32383      | Saint-Justinois    | 13,18            | 132 (2022)                        | 10                 |
| Scieurac-et-Flourès | 32422      | Scieuracais        | 5,38             | 42 (2022)                         | 7,8                |
| Sembouès            | 32427      |                    | 2,65             | 58 (2022)                         | 22                 |
| Tasque              | 32440      | Tasquais           | 10,02            | 245 (2022)                        | 24                 |
| Tieste-Uragnoux     | 32445      | Tiestois           | 6,1              | 149 (2022)                        | 24                 |
| Tillac              | 32446      | Tillacais          | 12,47            | 278 (2022)                        | 22                 |
| Tourdun             | 32450      | Tourdenais         | 6,95             | 126 (2022)                        | 18                 |
| Troncens            | 32455      | Troncenois         | 12,97            | 162 (2022)                        | 12                 |

## Démographie
| 1999  | 2014  |
| ----- | ----- |
| 5 870 | 7 326 |

## Liste des présidents successifs
| Période | Période  | Identité              | Étiquette | Qualité                              |
| ------- | -------- | --------------------- | --------- | ------------------------------------ |
| 2000    | 2020     | Henri Cormier         | MoDem     | Maire de Ladevèze-Ville              |
| 2020    | En cours | Jean-Louis Guilhaumon | PS        | Maire de Marciac Conseiller régional |

## Historique
Crée le 8 novembre 2000 avec 25 communes. 
En 2013, 5 nouvelles communes (Beaumarchés, Lasserade, Couloumé-Mondébat, Saint-Aunix et Courties) intègrent la communauté.